# Oreopanax mathewsii
Oreopanax mathewsii är en araliaväxtart som beskrevs av Berthold Carl Seemann. Oreopanax mathewsii ingår i släktet Oreopanax och familjen Araliaceae. Inga underarter finns listade.